# Liste des telenovelas et séries de Telemundo
 (août 2025).
Motif : page déjà supprimée il y a deux ans, voir Discussion:Liste des telenovelas et séries de Telemundo/Admissibilité.
- Archive Wikiwix
- Bing
- Cairn
- DuckDuckGo
- E. Universalis
- Gallica
- Google
- G. Books
- G. News
- G. Scholar
- Persée
- Qwant
- (zh) Baidu
- (ru) Yandex

| 1. | Préciser le motif de la pose du bandeau. | Précisez le motif de la pose du bandeau en utilisant la syntaxe suivante : {{admissibilité à vérifier\|date=août 2025\|motif=remplacez ce texte par le motif}}                                                    |
| 2. | Informer les utilisateurs concernés.     | Pensez à avertir le créateur de l'article, par exemple, en insérant le code ci-dessous sur sa page de discussion : {{subst:avertissement admissibilité à vérifier\|Liste des telenovelas et séries de Telemundo}} |

Logo de Telemundo depuis le 8 décembre 2012.

Cet article présente la liste des telenovelas et séries de Telemundo par année de 1988 à aujourd'hui.

## Années 1980

### 1988
- Angélica, mi vida

### 1989
- El magnate

## Années 1990

### 1991
- Cadena braga
- Natalia

### 1992
- Marielena

### 1993
- Tres destinos
- Guadalupe
- El peñón de Amaranto

### 1994
- Señora tentación

### 1997
- Aguamarina

### 1999
- Me muero por ti

## Années 2000

### 2001
- Cara o cruz
- Amantes del desierto
- Adrián está de visita

### 2002
- Daniela
- Vale todo
- La venganza

### 2003
- Sofía dame tiempo
- Ladrón de corazones
- Amor descarado
- Ángel de la guarda, mi dulce compañía
- Pasión de gavilanes
- El alma herida

### 2004
- Prisionera
- Gitanas
- Te voy a enseñar a querer
- ¡Anita, no te rajes!
- La mujer en el espejo

### 2005
- La ley del silencio
- Los plateados (Les argentés)
- Amarte así (Frijolito)
- El cuerpo del deseo (Le corps du désir)
- La tormenta
- Corazón partido (Cœur brisé)

### 2006
- Tierra de pasiones
- Dueña y Señora
- Amores de mercado
- La viuda de Blanco
- Marina

### 2007
- El Zorro, la espada y la rosa
- Dame chocolate
- Sin vergüenza
- Madre luna
- Pecados ajenos
- Victoria

### 2008
| Production               | Première diffusion | Dernière diffusion | Épisodes                                             | Producteur(s)                                              | Réalisateur(s)                                   |
| ------------------------ | ------------------ | ------------------ | ---------------------------------------------------- | ---------------------------------------------------------- | ------------------------------------------------ |
| La traición              | 29 janvier 2008    | 27 juin 2008       | 106                                                  | Hugo León Ferrer                                           | Mauricio Cruz, Agustín Restrepo, Santiago Vargas |
| Sin senos no hay paraíso | 16 juin 2008       | 22 juin 2009       | 238 (version originale) 167 (version internationale) | Hugo León Ferrer, Mary-Kathryn Kennedy, Jorge Sastoque Roa | Miguel Varoni, Ramiro Meneses                    |
| El juramento             | 30 juin 2008       | 22 décembre 2008   | 104                                                  | Mary-Kathryn Kennedy                                       |                                                  |
| Doña Bárbara             | 4 août 2008        | 22 mai 2009        | 191                                                  | Hugo León Ferrer                                           | Mauricio Cruz, Agustín Restrepo                  |
| El rostro de Analía      | 20 octobre 2008    | 16 juillet 2009    | 178                                                  | Aurelio Valcárcel Carroll                                  | David Posada, Danny Gavidia                      |

### 2009
| Production                                      | Première diffusion | Dernière diffusion | Épisodes | Producteur(s)             | Réalisateur(s)                                |
| ----------------------------------------------- | ------------------ | ------------------ | -------- | ------------------------- | --------------------------------------------- |
| Más sabe el diablo (L'Ange du Diable El Diablo) | 25 mai 2009        | 12 février 2010    | 182      | Aurelio Valcárcel Carroll | David Posada, Danny Gavidia, Leonardo Galavis |
| Victorinos                                      | 23 juin 2009       | 5 février 2010     | 153      | Hugo León Ferrer          | Ramiro Meneses, Mario Mitriotti               |
| Niños ricos, pobres padres                      | 7 juillet 2009     | 9 janvier 2010     | 131      | Hugo León Ferrer          | Rodolfo Hoyos, Santiago Vargas                |

## Années 2010

### 2010
| Production                           | Première diffusion | Dernière diffusion | Épisodes | Producteur(s)                        | Réalisateur(s)                                                  |
| ------------------------------------ | ------------------ | ------------------ | -------- | ------------------------------------ | --------------------------------------------------------------- |
| Perro amor                           | 11 janvier 2010    | 19 juillet 2010    | 129      | Aurelio Valcárcel Carroll            | David Posada, Luis Manzo                                        |
| El clon                              | 15 février 2010    | 29 octobre 2010    | 184      | Hugo León Ferrer                     | Mauricio Cruz, Agustin Restrepo                                 |
| ¿Dónde está Elisa? (Portée disparue) | 8 mars 2010        | 10 août 2010       | 100      | Aurelio Valcárcel Carroll            | Leonardo Galavís, Nicolás Di Blasi                              |
| Bella calamidades                    | 24 mars 2010       | 23 novembre 2010   | 140      | Hugo León Ferrer                     | Mauricio Cruz, Rodolfo Hoyos, Agustín Restrepo, Santiago Vargas |
| El fantasma de Elena                 | 20 juillet 2010    | 7 janvier 2011     | 117      | Aurelio Valcárcel Carroll            | David Posada, Nicolás Di Blasi, Ricardo Schwarz                 |
| La diosa coronada                    | 26 juillet 2010    | 7 septembre 2010   | 31       | Hugo León Ferrer                     | Rodolfo Hoyos, Miguel Varoni                                    |
| Alguien te mira                      | 8 septembre 2010   | 25 février 2011    | 116      | Aurelio Valcárcel Carroll            | Roberto Stopello, Leonardo Galavis, Luis Manzo                  |
| Aurora                               | 1er novembre 2010  | 20 mai 2011        | 135      | Aurelio Valcárcel Carroll            | David Posada, Tony Rodriguez, Otto Rodriguez                    |
| Ojo por ojo                          | 14 décembre 2010   | 3 mai 2011         | 98       | Hugo León Ferrer, Jorge Sastoque Roa | Mario Mitrotti, Ramiro Meneses                                  |

### 2011
| Production                                | Première diffusion | Dernière diffusion | Épisodes      | Producteur(s)             | Réalisateur(s)                    |
| ----------------------------------------- | ------------------ | ------------------ | ------------- | ------------------------- | --------------------------------- |
| Los herederos Del Monte                   | 10 janvier 2011    | 15 juillet 2011    | 128           | Hugo León Ferrer          | Rodolfo Hoyos, Agustin Restrepo   |
| La Reina del sur (La Reine du sud)        | 28 février 2011    | 30 mai 2011        | saison 1 : 63 | Patricio Wills            | Mauricio Cruz, Walter Doehner     |
| Mi corazón insiste en Lola Volcán         | 23 mai 2011        | 28 novembre 2011   | 133           | Aurelio Valcárcel Carroll | Leonardo Galavis, Nicolas Diblasi |
| La casa de al lado (La Maison d'à côté)   | 31 mai 2011        | 23 janvier 2012    | 165           | David Posada              | Luis Manzo, Ricardo Schwarz       |
| Flor salvaje                              | 2 août 2011        | 2 mars 2012        | 150           | Hugo León Ferrer          | Mario Mitrotti, Agustín Restrepo  |
| Amar de nuevo                             | 29 août 2011       | 24 février 2012    | 110           | Feliciano Torres          | Mario Marenco                     |
| Una maid en Manhattan (Amour à Manhattan) | 29 novembre 2011   | 23 juillet 2012    | 163           | Aurelio Valcárcel Carroll | Nicolás di Blassi, Jaime Segura   |

### 2012
| Production                          | Première diffusion | Dernière diffusion | Épisodes                                             | Producteur(s)                                         | Réalisateur(s)                                                             |
| ----------------------------------- | ------------------ | ------------------ | ---------------------------------------------------- | ----------------------------------------------------- | -------------------------------------------------------------------------- |
| Relaciones peligrosas               | 24 janvier 2012    | 25 juin 2012       | 108                                                  | Aurelio Valcarcel Carroll, David Posada, Martha Godoy | Vicente Albarracín, Ricardo Schwarz                                        |
| Corazón valiente (La Force du cœur) | 6 mars 2012        | 7 janvier 2013     | 206                                                  | Carlos Lamus Alcalá                                   | Claudio Callao, Danny Gavidia, Arturo Manuitt, Luis Manzo, Ricardo Schwarz |
| Rosa diamante                       | 10 juillet 2012    | 21 janvier 2013    | 129                                                  | Marcela Mejía                                         | Miguel Varoni, Victor Hugo Saldierna                                       |
| El rostro de la venganza            | 30 juillet 2012    | 12 avril 2013      | 173 (version originale) 115 (version internationale) | Aurelio Valcárcel Carroll                             | Nicolás Di Blasi, Jaime Segura                                             |

### 2013
| Production                        | Première diffusion | Dernière diffusion | Épisodes                                             | Producteur(s)                                   | Réalisateur(s)                                                         |
| --------------------------------- | ------------------ | ------------------ | ---------------------------------------------------- | ----------------------------------------------- | ---------------------------------------------------------------------- |
| La patrona                        | 8 janvier 2013     | 9 juillet 2013     | 128                                                  | Gabriela Valentán                               | Víctor Herrera McNaught, Carlos Villegas Rosales, Víctor Hugo Martínez |
| Pasión prohibida (Amour interdit) | 22 janvier 2013    | 21 juin 2013       | 107                                                  | Mariana Iskandariani                            | Vicente Albarracín, Ricardo Schwarz                                    |
| El señor de los cielos            | 15 avril 2013      | 5 août 2013        | saison 1 : 74                                        | Martha Godoy, Marcela Mejía                     | Danny Gavidia, Walter Doehner, José Luis García Agraz, Carlos Villegas |
| Dama y obrero                     | 24 juin 2013       | 18 octobre 2013    | 81 (version originale) 115 (version internationale)  | Aurelio Valcárcel Carroll, Jairo Arcila Murillo | Vicente Albarracín, Jaime Segura                                       |
| Marido en alquiler                | 10 juillet 2013    | 13 janvier 2014    | 141 (version originale) 173 (version internationale) | David Posada, Aurelio Valcárcel Carroll         | Claudio Callao, Nicolás DiBlasi                                        |
| Santa Diabla                      | 6 août 2013        | 24 février 2014    | 140                                                  | Jose Gerardo Guillén                            | Luis Manzo, Ricardo Schwarz                                            |

### 2014
| Production                              | Première diffusion | Dernière diffusion | Épisodes                                             | Producteur(s)                                                        | Réalisateur(s)                                                         |
| --------------------------------------- | ------------------ | ------------------ | ---------------------------------------------------- | -------------------------------------------------------------------- | ---------------------------------------------------------------------- |
| La impostora (L'imposture)              | 14 janvier 2014    | 3 juillet 2014     | 120                                                  | Martha Godoy, Daniel Camhi                                           | Carlos Villegas, Rodrigo Curiel                                        |
| En otra piel (Dans la peau d'une autre) | 18 février 2014    | 29 septembre 2014  | 154                                                  | Carmen Cecilia Urbaneja, Joshua Mintz, José Gerardo Guillén          | Luis Manzo, Ricardo Schwarz                                            |
| Camelia la Texana                       | 25 février 2014    | 22 mai 2014        | 60                                                   | Diego Ramón Bravo, Tita Lombardo, Diego Bonaparte                    | Carlos Bolado, Javier Solar, Víctor Herrera                            |
| El señor de los cielos 2                | 26 mai 2014        | 22 septembre 2014  | saison 2 : 84                                        | Martha Godoy, Marcela Mejía                                          | Danny Gavidia, Walter Doehner, José Luis García Agraz, Carlos Villegas |
| Reina de corazones                      | 7 juillet 2014     | 1er décembre 2014  | 102 (version d'origine) 140 (version internationale) | Joshua Mintz, Aurelio Valcárcel Carroll                              | Claudio Callao, Nicolás DiBlasi                                        |
| Señora Acero                            | 23 septembre 2014  | 12 janvier 2015    | saison 1 : 73                                        | Ana Graciela Ugalde, Martha Godoy, Joshua Mintz, Mariana Iskandarani | Miguel Varoni, Walter Doehner Pecanins, Jaime Segura                   |
| Los miserables (Le prix du pardon)      | 30 septembre 2014  | 24 mars 2015       | 120                                                  | Martha Godoy, Joshua Mintz, Araceli Sánchez Mariscal                 | Victor Herrera McNaught, Carlos Villegas Rosales                       |
| Villa paraíso                           | 6 octobre 2014     | 31 octobre 2014    | 20                                                   |                                                                      | Errol Falcón                                                           |
| Tierra de reyes (Terre de passions)     | 2 décembre 2014    | 27 juillet 2015    | 160                                                  | Carmen Cecilia Urbaneja, José Gerardo Guillén, Joshua Mintz          | Luis Manzo, Ricardo Schwarz                                            |

### 2015
| Production               | Première diffusion | Dernière diffusion | Épisodes       | Producteur(s)                                                        | Réalisateur(s)                                                         |
| ------------------------ | ------------------ | ------------------ | -------------- | -------------------------------------------------------------------- | ---------------------------------------------------------------------- |
| Dueños del paraíso       | 13 janvier 2015    | 20 avril 2015      | 71             | Gemma Lombardi, David Posada, Joshua Mintz                           | Lilo Vilaplana, Nicolas Di Blasi                                       |
| El señor de los cielos 3 | 21 avril 2015      | 21 septembre 2015  | saison 3 : 104 | Martha Godoy, Marcela Mejía                                          | Danny Gavidia, Walter Doehner, José Luis García Agraz, Carlos Villegas |
| Bajo el mismo cielo      | 28 juillet 2015    | 25 janvier 2016    | 122            | David Posada, Matha Godoy, Joshua Mintz                              | Claudio Callao, Nicolás Di Blasi                                       |
| Señora Acero 2           | 25 septembre 2015  | 11 janvier 2015    | saison 2 : 75  | Ana Graciela Ugalde, Martha Godoy, Joshua Mintz, Mariana Iskandarani | Miguel Varoni, Walter Doehner Pecanins, Jaime Segura                   |
| Celia                    | 5 octobre 2015     | 8 février 2016     | 80             | Nelsón Martínez                                                      | Víctor Mallarino, Liliana Bocanegra                                    |
| ¿Quién es quién?         | 26 octobre 2015    | 8 avril 2016       | 120            | Gemma Lombardi, Joshua Mintz, Carmen Cecilia Urbaneja                | Luis Manzo, Ricardo Schwarz                                            |

### 2016
| Production                          | Première diffusion | Dernière diffusion | Épisodes       | Producteur(s)                                                        | Réalisateur(s)                                                         |
| ----------------------------------- | ------------------ | ------------------ | -------------- | -------------------------------------------------------------------- | ---------------------------------------------------------------------- |
| La querida del Centauro             | 12 janvier 2016    | 23 mars 2016       | saison 1 : 51  | Juan Pablo Posada, Andrés Santamaria                                 | Mauricio Cruz, Rodrigo Ugalde De Haene, Javier Solar                   |
| Eva la trailera                     | 26 janvier 2016    | 15 juillet 2016    | 118            | Martha Godoy, David Posada                                           | Leonardo Galavís, Nicolás Di Blasi                                     |
| El señor de los cielos 4            | 28 mars 2016       | 18 juillet 2016    | saison 4 : 80  | Martha Godoy, Marcela Mejía                                          | Danny Gavidia, Walter Doehner, José Luis García Agraz, Carlos Villegas |
| Silvana sin lana                    | 19 juillet 2016    | 16 janvier 2017    | 121            | Carmen Cecilia Urbaneja                                              | Luis Manzo, Ricardo Schwarz                                            |
| Sin senos sí hay paraíso (Catalina) | 19 juillet 2016    | 28 novembre 2016   | saison 1 : 90  | Consuelo Corrales                                                    | Marta Nieto                                                            |
| Señora Acero 3 : La Coyote          | 19 juillet 2016    | 5 décembre 2016    | saison 3 : 93  | Ana Graciela Ugalde, Martha Godoy, Joshua Mintz, Mariana Iskandarani | Miguel Varoni, Walter Doehner Pecanins, Jaime Segura                   |
| La Doña                             | 29 novembre 2016   | 1er mai 2017       | saison 1 : 120 | Mariana Iskandarani, Gabriela Valentán                               | Marcela Mejía, Epigmenio Ibarra,Carlos Villegas, Carlos Santos         |
| El Chema                            | 6 décembre 2016    | 3 avril 2017       | 84             | Mauricio Ochmann, Carmen Cecilia Urbaneja                            | Epigmenio Ibarra, Danny Gavidia, Nicolás Di Blasi                      |

### 2017
| Production                        | Première diffusion | Dernière diffusion | Épisodes             | Producteur(s)                                                        | Réalisateur(s)                                                         |
| --------------------------------- | ------------------ | ------------------ | -------------------- | -------------------------------------------------------------------- | ---------------------------------------------------------------------- |
| La fan                            | 17 janvier 2017    | 3 avril 2017       | 54 (125 sur Gala TV) | Carmen Cecilia Urbaneja                                              | Miguel Varoni, Claudio Callao, Otto Rodríguez                          |
| Guerra de ídolos                  | 24 avril 2017      | 23 août 2017       | 76                   | Carmen Cecilia Urbaneja, Martha Godoy                                | Max Zunino, Liliana Bocanegra                                          |
| La querida del Centauro 2         | 2 mai 2017         | 24 juillet 2017    | saison 2 : 90        | Daniel Ucros                                                         | Mauricio Cruz, Rodrigo Ugalde De Haene, Javier Solar                   |
| El señor de los cielos 5          | 20 juin 2017       | 2 novembre 2017    | saison 5 : 95        | Martha Godoy, Marcela Mejía                                          | Danny Gavidia, Walter Doehner, José Luis García Agraz, Carlos Villegas |
| Jenni Rivera : Mariposa de Barrio | 27 juin 2017       | 6 novembre 2017    | 91                   | Carmen Cecilia Urbaneja, David Posada, Carlos Lamus                  | Luis Manzo, Ricardo Schawarz, Nicolás Di Blasi                         |
| Sin senos sí hay paraíso          | 25 juillet 2017    | 28 novembre 2017   | saison 2 : 87        | Consuelo Corrales                                                    | Marta Nieto                                                            |
| Señora Acero 4 : La Coyote        | 6 novembre 2017    | 20 février 2018    | saison 4 : 77        | Ana Graciela Ugalde, Martha Godoy, Joshua Mintz, Mariana Iskandarani | Miguel Varoni, Walter Doehner Pecanins, Jaime Segura                   |
| Milagros de Navidad               | 27 novembre 2017   | 22 décembre 2017   | 20                   | Carlos Lamus                                                         | Otto Rodríguez, Arturo Manuitt, Héctor Márquez                         |
| Sangre de mi tierra               | 29 novembre 2017   | 20 février 2018    | 59                   | Ricardo Coeto, José Gerardo Guillén                                  | Tony Rodríguez, Otto Rodríguez, Ricardo Schwarz                        |

### 2018
| Production                                     | Première diffusion | Dernière diffusion | Épisodes      | Producteur(s)                                                                 | Réalisateur(s)                                                         |
| ---------------------------------------------- | ------------------ | ------------------ | ------------- | ----------------------------------------------------------------------------- | ---------------------------------------------------------------------- |
| José José, el príncipe de la canción           | 15 janvier 2018    | 6 avril 2018       | 60            | Gabriela Valentán, Salvador E. Montes, Jorge Jiménez                          | Carlos Villegas, Diego Mejía                                           |
| Al otro lado del muro (De l'autre côté du mur) | 21 février 2018    | 11 juin 2018       | 78            | David Posada, Carmen Cecilia Urbaneja                                         | Ricardo Coeto, Carmen Cecilia Urbaneja                                 |
| Enemigo íntimo                                 | 21 février 2018    | 7 mai 2018         | saison 1 : 53 | Mónica Francesca Vizzi                                                        | Ricardo Coeto, Mariana Iskandaran, Marcela Mejía, Epigmenio Ibarra     |
| Mi familia perfecta                            | 9 avril 2018       | 13 juillet 2018    | 69            | José Gerardo Guillén, Jairo Arcila                                            | Tony Rodríguez, Ricardo Schwarz, Otto Rodríguez                        |
| Luis Miguel, la série                          | 22 avril 2018      | 15 juillet 2018    | saison 1 : 13 | Diego Boneta, Óscar Jaenada, Daniel Krauze                                    | Humberto Hinojosa, Natalia Beristáin                                   |
| El señor de los cielos 6                       | 8 mai 2018         | 24 septembre 2018  | saison 6 : 99 | Martha Godoy, Marcela Mejía                                                   | Danny Gavidia, Walter Doehner, José Luis García Agraz, Carlos Villegas |
| Sin senos sí hay paraíso                       | 12 juin 2018       | 10 septembre 2018  | saison 3 : 63 | Consuelo Corrales                                                             | Gustavo Bolívar, Rosario Lozano, Jonny Torres                          |
| Falco                                          | 15 juillet 2018    | 22 juillet 2018    | 14            | Andrés Calderón, Ernesto Contreras, Zasha Robles, Diego Ramírez, Henrik Pabst | Ernesto Contreras                                                      |
| Falsa identidad                                | 11 septembre 2018  | 21 janvier 2019    | saison 1 : 91 | Marcos Santana, David Posada, Ivan Aranda                                     | Conrado Martínez, Diego Muñoz, Jorge Rios                              |
| El recluso (Le Détenu)                         | 25 septembre 2018  | 11 octobre 2018    | 13            | Luis Silberwasser, Peter Blacker, Ana Paula Valdovinos                        | Jorge Colón, Mariano Ardanaz, Alfonso Pineda                           |
| Señora Acero 5                                 | 15 octobre 2018    | 29 janvier 2019    | saison 5 : 69 | Ana Graciela Ugalde, Martha Godoy, Joshua Mintz, Mariana Iskandarani          | Miguel Varoni, Jaime Segura                                            |

### 2019
| Production                                      | Première diffusion | Dernière diffusion | Épisodes      | Producteur(s)                                                                                                   | Réalisateur(s)                                                         |
| ----------------------------------------------- | ------------------ | ------------------ | ------------- | --- | ---------------------------------------------------------------------- |
| Jugar con fuego (Les Périls de l'amour)         | 22 janvier 2019    | 4 février 2019     | 10            | Marcos Santana, Peter Blacker, Miguel Varoni, Diego Ramírez, Nancy Fernández, Ximena Cantuarias, Tony Plana     | Mafer Suárez, Riccardo Gabrielli                                       |
| El Barón                                        | 30 janvier 2019    | 25 avril 2019      | 59            | July Sierra, Silvia Duran                                                                                       | Rodrigo Triana, Danny Gavidia                                          |
| Betty en NY                                     | 6 février 2019     | 12 août 2019       | 123           | Ernesto Cabrera, Elizabeth Suárez, Miguel Varoni                                                                | Gustavo Loza, Fez Noriega, Ricardo Schwarz, Luis Manzo                 |
| La Reina del sur 2 : La regresa de Teresa       | 22 avril 2019      | 29 juillet 2019    | saison 2 : 60 | Madeleine Contreras, Rodrigo Guerrero, Martha Godoy                                                             | Carlos Bolado, Carlos Mario Urrea, Claudia Pedraza                     |
| Preso No. 1                                     | 30 juillet 2019    | 27 septembre 2019  | saison 1 : 44 | Marcos Santana, Mariana Iskandarani, Marcel Ferrer, Dror Mishani, Shira Hadad, Avi Nir, Karni Ziv, Kelly Wright | Pitipol Ybarra, Javier Patrón Fox, Javier Solar                        |
| Sin senos sí hay paraíso : El final del paraíso | 13 août 2019       | 9 décembre 2019    | saison 4 : 90 | Leonardo Barón, Consuelo Corrales                                                                               | Édgar Bejarano, Gerardo Pérez                                          |
| El secreto de Selena                            | 25 août 2019       | 17 novembre 2019   | 13            | Francisco Cordero, Leonardo Aranguibel, María Celeste Arrarás, Fernando Barbosa, Luis Balaguer, Ricardo Coeto   | Alejandro Aimetta, Natalia Beristain                                   |
| Nicky Jam : El ganador                          | 16 septembre 2019  | 2 octobre 2019     | 13            | Endemol Shine Boomdog                                                                                           | Jessy Terrero                                                          |
| No te puedes esconder (À découvert)             | 30 septembre 2019  | 11 octobre 2019    | 10            | Marcos Santana, Blanca Soto, Peter Blacker, Ana Paula Valdovinos                                                | Alejandro Bazzano                                                      |
| El señor de los cielos 7                        | 14 octobre 2019    | 31 janvier 2020    | saison 7 : 75 | Martha Godoy, Marcela Mejía                                                                                     | Danny Gavidia, Walter Doehner, José Luis García Agraz, Carlos Villegas |
| Decisiones : Unos ganan, otros pierden          | 10 décembre 2019   | 17 janvier 2020    | 27            | Rodrigo Guerrero, José Vicente Scheuren, Marcela Mejía                                                          | Héctor Márquez, Sergio Mendoza                                         |

## Années 2020

### 2020
| Production                | Première diffusion | Dernière diffusion | Épisodes      | Producteur(s)                                                              | Réalisateur(s)                                                                                      |
| ------------------------- | ------------------ | ------------------ | ------------- | -------------------------------------------------------------------------- | --------------------------------------------------------------------------------------------------- |
| La Doña 2                 | 13 janvier 2020    | 27 avril 2020      | saison 2 : 75 | Mariana Iskandarani, María Eugenia Fernández                               | Carlos Villegas, Marcela Mejía, Epigmenio Ibarra, Carlos Villegas, Felipe Aguilar D, Marcos Santana |
| Operación pacífico        | 10 février 2020    | 17 avril 2020      | saison 1 : 44 | Marcos Santana, Silvia Duran                                               | Ángela Suárez, David Posada, Marcos Santana, Diego Mejía                                            |
| 100 días para enamorarnos | 28 avril 2020      | 20 juillet 2020    | saison 1 : 57 | Marcos Santana, Miguel Varoni                                              | Jorge Colón, Mariano Ardanaz, Fez Noriega                                                           |
| Enemigo íntimo 2          | 22 juin 2020       | 21 septembre 2020  | saison 2 : 60 | Ximena Cantuarias                                                          | Raúl Caballero, Luis Ávila, Damián Aguilar                                                          |
| Falsa identidad 2         | 22 septembre 2020  | 25 janvier 2021    | saison 2 : 78 | Conrado Martínez, Diego Muñoz, Jorge Ríos Villanueva, Moisés Ortiz Urquidi | David Posada, Iván Aranda, Patricia Benítez Laucín                                                  |

### 2021
| Production                  | Première diffusion      | Dernière diffusion      | Épisodes      | Producteur(s)                                                             | Réalisateur(s)                                               |
| --------------------------- | ----------------------- | ----------------------- | ------------- | ------------------------------------------------------------------------- | ------------------------------------------------------------ |
| La suerte de Loli           | 26 janvier 2021         | 21 juin 2021            | 103           | Marcos Santana, Karen Barroeta                                            | Miguel Varoni, Ricardo Schwarz, Danny Gavidia, Alfredo Hueck |
| Buscando a Frida            | 26 janvier 2021         | 24 mai 2021             | 84            | Mónica Francesca Vizzi, Ximena Cantuarias, Karen Barroeta, Marcos Santana | Carlos Villegas, Felipe Aguilar, Mauricio Corredor           |
| 100 días para enamorarnos 2 | 10 février 2021 Netflix | 10 février 2021 Netflix | saison 2 : 35 | Marcos Santana, Miguel Varoni                                             | Jorge Colón, Mariano Ardanaz, Fez Noriega                    |
| Luis Miguel, la serie 2     | 22 avril 2021 Netflix   | 31 mai 2021 Netflix     | saison 2 : 8  | Diego Boneta, Óscar Jaenada, Daniel Krauze                                | Humberto Hinojosa, Natalia Beristáin                         |
| Café con aroma de mujer     | 25 mai 2021             | 27 septembre 2021       | 86            | Yalile Giordanelli                                                        | Mauricio Cruz Fortunato, Olga Lucía Rodríguez                |
| Malverde: el santo patrón   | 28 septembre 2021       | 16 janvier 2022         | 80            | David Posada, Patricia Benítez Laucín                                     | Miguel Varoni, Carlos Bolado, Sergio Osorio                  |
| Parientes a la fuerza       | 26 octobre 2021         | 21 mars 2022            | 100           | Manolo Cardona, Andrea Salas                                              | Gustavo Loza, Danny Gavidia, Felipe Aguilar D                |
| Luis Miguel, la serie 3     | 28 octobre 2021 Netflix | 28 octobre 2021 Netflix | saison 3 : 6  | Diego Boneta, Óscar Jaenada, Daniel Krauze                                | Humberto Hinojosa, Natalia Beristáin                         |

### 2022
| Production                     | Première diffusion        | Dernière diffusion        | Épisodes      | Producteur(s)                                                              | Réalisateur(s)                                  |
| ------------------------------ | ------------------------- | ------------------------- | ------------- | -------------------------------------------------------------------------- | ----------------------------------------------- |
| Pasión de gavilanes 2          | 14 février 2022           | 31 mai 2022               | saison 2 : 71 | Marcos Santana, Karen Barroeta, Harold Sánchez                             | Rodrigo Triana, Sergio Osorio, Camilo Vega      |
| Hasta que la plata nos separe  | 10 mai 2022               | 16 septembre 2022         | 88            | Yalile Giordanelli                                                         | Israel Sánchez, Olga Lucía Rodríguez            |
| Diary of a Gigolo              | 7 septembre 2022 Netflix  | 7 septembre 2022 Netflix  | 10            | Pablo Flores, Juan Ponce, Pablo Culell, Sebastián Ortega, Marcos Santana   | Mariano Ardanaz                                 |
| Armas de mujer                 | 15 septembre 2022 Peacock | 15 septembre 2022 Peacock | 8             | Mariana Iskandarani, Kate del Castillo, Marcos Santana                     | Enrique Begné, Claudia Pedraza                  |
| La Reina del sur III           | 18 octobre 2022           | 16 janvier 2023           | saison 3 : 60 | Marcos Santana                                                             | Carlos Bolado, Carlos Villegas, Claudia Pedraza |
| El secreto de la familia Greco | 4 novembre 2022 Netflix   | 4 novembre 2022 Netflix   | 9             | Marcos Santana, Sebastián Ortega, Leandro Culell, Pablo Culell, Juan Ponce | Alejandro Ciancio                               |

### 2023
| Production               | Première diffusion | Dernière diffusion | Épisodes      | Producteur(s)                                                                      | Réalisateur(s)                                                          |
| ------------------------ | ------------------ | ------------------ | ------------- | ---------------------------------------------------------------------------------- | ----------------------------------------------------------------------- |
| El señor de los cielos 8 | 17 janvier 2023    | 22 mai 2023        | saison 8 : 88 | Karen Barroeta, Ximena Cantuarias, Harold Sánchez                                  | Juan Carlos Valdivia, Conrado Martínez, Mauricio Meneses, Bernardo Mota |
| Juego de mentiras        | 7 mars 2023        | 4 juillet 2023     | 76            | Karen Barroeta, Ximena Cantuarias, Elizabeth Suárez, Rafael Urióstegui             | Eduardo Ripari, Ricardo Schwarz, Uandari Gómez                          |
| Vuelve a mí              | 9 octobre 2023     | 16 février 2024    | 91            | William Levy, Karen Barroeta, Elizabeth Suarez                                     | Danny Gavidia, Felipe Aguilar, Uandari Gómez, Melanie D'Andrea          |
| El doctor del pueblo     | 19 novembre 2023   | 7 janvier 2024     | 6             | Jose Vicente Sheuren, Georgina Terán, Maria Auxiliadora Barrios, Gabriela Valentan |                                                                         |

### 2024
| Production               | Première diffusion | Dernière diffusion | Épisodes      | Producteur(s)                                                       | Réalisateur(s)                                     |
| ------------------------ | ------------------ | ------------------ | ------------- | ------------------------------------------------------------------- | -------------------------------------------------- |
| El señor de los cielos 9 | 13 février 2024    | 26 juin 2024       | saison 9 : 94 | Harold Sánchez, Karen Barroeta, Luis Zelkowicz                      | Mauricio Meneses, Bernardo Mota, Mauricio Corredor |
| El Conde Amor y honor    | 1er juillet 2024   | 21 octobre 2024    | 75            | Jorge Sastoque Roa, Karen Barroeta, Ximena Cantuarias, David Posada | Miguel Varoni, Danny Gavidia, Felipe Aguilar       |
| La mujer de mi vida      | 8 octobre 2024     | 19 décembre 2024   | 105           | Miguel Varoni, Elizabeth Suárez                                     | Sergio Busco, Eduardo Ripari, Ricardo Schwarz      |
| Sed de venganza          | 15 octobre 2024    | 6 mars 2025        | 83            | Rafael Uriostegui, Ximena Cantuarias                                | Camilo Vega, Miguel Varoni, Uandari Gómez          |

### 2025
| Production              | Première diffusion | Dernière diffusion | Épisodes | Producteur(s)                            | Réalisateur(s)                                           |
| ----------------------- | ------------------ | ------------------ | -------- | ---------------------------------------- | -------------------------------------------------------- |
| La Jefa                 | 18 février 2025    | 11 juillet 2025    | 95       | Mónica Vizzi, Mabel Vargas, Néstor Duque | Mauricio Corredor, Mauricio Meneses, Laura Marco Lavilla |
| Velvet El nuevo imperio | 19 mars 2025       |                    |          | Elizabeth Suárez, Minú Chacin            | Danny Gavidia, Miguel Varoni, Ricardo Schwarz            |

### Sources
- (es) Cet article est partiellement ou en totalité issu de l’article de Wikipédia en espagnol intitulé « Anexo:Telenovelas de Telemundo » (voir la liste des auteurs).